# Companhia da Costa da Guiné
A Companhia da Costa da Guiné, também referida como Companhia do Porto de Palmida, foi uma empresa monopolista, fundada em Portugal.

## História
À época da Dinastia Filipina, a "Relação" de 1582 de autoria do sargento-mor Francisco de Andrade — personagem da elite da ilha de Santiago em Cabo Verde e "prático dos Rios de Guiné" — dirigida a Filipe II de Espanha nada informava sobre o resgate de escravos no rio Senegal, um indício do abandono a que aquele trecho do litoral africano estava votado.
A costa a norte do cabo Verde até àquele rio deixara de ser, oficialmente, um espaço de comércio, sendo então o chamado "resgate" praticado por Franceses, de acordo com o testemunho de Donelha, um século mais tarde. É nesse contexto que se delineia o projeto de alguns particulares, em 1664, para o estabelecimento de uma feitoria na foz do rio Palmida. Dele temos notícia por um curto apontamento anónimo, anexo a uma consulta do Conselho Ultramarino:
"O resgate de Palmida he na entrada do Rio Senega que fiqua em altura de quinze graos e meio ao norte de cabo verde VI legoas a cujo contracto andou sempre este resgate aneixo por ser no destrito de suas conquistas mas pella falta que nestes tempos ha de navegação pera aquellas partes não temos comunicasão nenhüa hoje por este resgate nem pera outros muitos que estão por toda aquella costa de Guiné..."
Desse modo, a Provisão de 1 de Setembro de 1664 autorizou o comércio no porto de Palmida, pelo prazo de oito anos, a dois irmãos de apelido Martins. Um parecer do Conselho da Fazenda de 1671, preparatório da Companhia de 1675 recomendava ao soberano a audiência de Manuel da Costa Martins visto que "contratou nos tempos passados, outra tal companhia nesta mesma costa, e com effeito armou hu navio com que deu prençipio ao resgate, e se suspendeo por hum accidente que ouue ficando porem com muitas notiçias deste mesmo negoçio..."
A Companhia do Porto de Palmida, em 1664, constituiu a primeira de que há notícia para a África Ocidental. Seria substituída, pouco depois, pela Companhia de Cacheu (1675).